# Johann Wittich

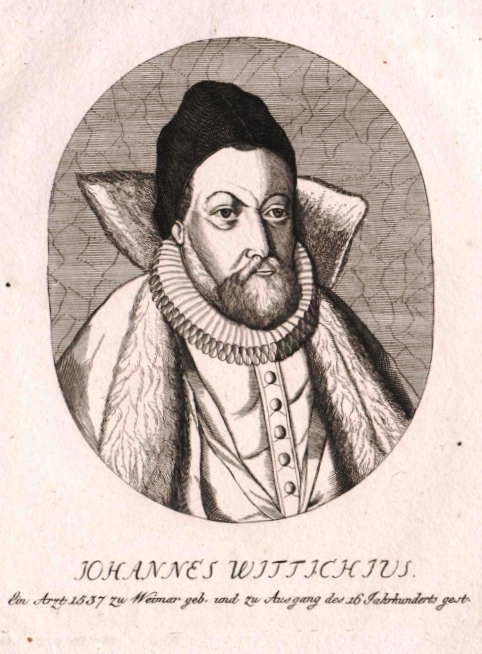
Johann Wittich

Johann Wittich – latinisiert Johannes Wittichius (* 1537 in Weimar; † 1596), war ein deutscher Arzt. Er war Leibarzt der Grafen von Schwarzburg und Stadtphysicus in Arnstadt und Autor.

## Leben
Johann Wittich studierte in Jena und Wien Medizin. Danach folgten Anstellungen als Arzt in Sangerhausen, Eisleben und bei den Grafen von Mansfeld. Ab 1578 war er Leibarzt der Grafen von Schwarzburg und Stadtarzt in Arnstadt. In dieser Zeit gab er eine Reihe von Büchern zu medizinischen Themen heraus, die er teilweise seinen Landesherren Johann Günther und Christian Günther widmete.

## Schriften
- Gründtliche vnd warhafftige Bericht, von dem Erschrecklichen vnd Wunderbarlichen Zeichen, welches am Himel am Donnerstage nach Jnuocauit des LXI. Jahrs, zwischen Eißleben vnd Mansfelt, auff den Abend mit der Sonnen vndergang, zwischen V. vnd VI. vhr von vielen Personen gesehen ist worden – An einen guten Freund zu Nürmbergk geschrieben vnd mit geteilet, (ohne Ort) 1561.
- Bericht von den wunderbaren Bezoardischen Steinen, so wieder allerley gifft krefftiglich dienen, und aus den Leiben der fremden Thier genommen werden, Leipzig 1589. Digitalisierte Ausgabe der Universitäts- und Landesbibliothek Düsseldorf
- Aphoristischer Extract Und kurtzer Bericht, des mineralischen Sauerbruns zu Kissingen, im Fürstenthumb Francken, von seiner Krafft und Wirckunge, Erfurt 1589.
- Von Unfruchtbarkeit der Weiber, und Derselben Ursachen, Zeichen und Merckmahl, und was darvon zu prognosticiren sey, Leipzig 1594.
- Halilogia – Von der wunderbaren Krafft unnd Wirckung der edlen und nützlichen Creatur Gottes, Leipzig 1594.
- Vade Mecvm, Das ist: Ein künstlich New Artzneybuch, So man stets bey sich haben vnd führen kan Leipzig 1595.
  - 1. Auffs new ubersehen u. verb. 1601. (Digitalisierte Ausgabe)
- Ein einfeltiger und gantz kurtzer Bericht von der jetzigen gifftigen einfallenden ansteckenden Rothen Rhur, was man baldt im Anfang und steigen der Kranckheit thun soll. Mühlhausen, A. Hantzsch für O. v. Rißwick, 1596.
  - Der ander Theil des künstlichen Arzneybuchs, so man stets bey sich haben und führen kan, in allerhandt Kranckheiten der Jungfrawen, besonders der ehelichen Weiber, sich vor, in und nach der Geburt gutes Raths daraus zu erhoeln. Item: Von allerhandt Kranckheiten der jungen Kinder ... – Leipzig : Beyer, 1596. Digitalisierte Ausgabe
  - 2. Der ander Theil des künstlichen newen Artzneybuches, so man stets bey sich haben und führen kan in allerhand Kranckheiten der Jungfrawen, besonders der ehelichen Weiber, sich vor, in und nach der Geburt, gutes Raths daraus zu erholen. Item: Von allerhandt Kranckheiten der jungen Kinder. 1598 (Digitalisierte Ausgabe)
- Tröstlicher Unterricht, Für Schwangere und geberende Weiber, Leipzig 1597.
- Artzneybüchlein – wie man den armen Kinderlein für allerhand Leibs gebrechen vom Haupt an biß auff die Fußsole helffen vnd rathen soll, Leipzig 1598.
- Kurtzer Bericht, Von dem Hirntobenden, vergifften Epidemialischen Fieber, welches jetzo allenthalben einreist, Leipzig 1592. [Siehe "Willers Messkataloge Bd. IV S. 516/17.]
- als Hrsg. (posthum): Nobilissimorum ac doctissimorum Germaniae Medicorum Consilia […]. Henning Gros, Leipzig 1604.